# مخلبيات الأسنان
مخلبيات الأسنان (الاسم العلمي: Onychodontida)، وهي رتبة منقرضة من لحميات الزعانف، عاشت بين أواخر العصر السيلوري و أواخر العصر الديفوني.